# Sieja piżjan
Sieja piżjan (Coregonus pidschian) – gatunek ryby siejowatej.

## Występowanie
Zasiedla zlewisko Oceanu Arktycznego – od Finlandii po północno-wschodnią Syberię, oraz Kanada na wschód od Mackenzie. Przebywa w wodach przybrzeżnych mórz, w deltach i estuariach, na tarło wstępuje do rzek (do 1200 km w głąb lądu). Występują też słodkowodne formy niewędrowne.

## Opis
Na północy zasiedla rzeki, tworząc formy wędrowne, osiągające do 50 cm. Formy stacjonarne mają do 30 cm. Ciało smukłe, głowa mała, zakończona otworem gębowym skierowanym ku dołowi. Wyrostki filtracyjne bardzo krótkie w liczbie około 20.

## Odżywianie
Odżywiają się bezkręgowcami zamieszkującymi dno zbiorników.

## Rozród
Tarło odbywa się od sierpnia do stycznia w rzekach lub przybrzeżnych strefach jezior, rzadziej na dużych głębokościach. Piżjany rosną powoli, samce osiągają dojrzałość płciową w 4–7, a samice 5–8 roku życia.

## Znaczenie gospodarcze
Nie ma większego znaczenia gospodarczego ze względu na ograniczoną liczbę stanowisk.